# La Bastide-du-Salat
La Bastide-du-Salat település Franciaországban, Ariège megyében. Lakosainak száma 202 fő (2022. január 1.). La Bastide-du-Salat Betchat, Lacave, Castagnède, His és Touille községekkel határos.

## Népesség
A település népességének változása:
| Lakosok száma | 218  | 160  | 147  | 190  | 190  | 177  | 182  | 203  | 205  | 202  |
|               | 1968 | 1982 | 1990 | 2006 | 2013 | 2015 | 2017 | 2019 | 2020 | 2022 |